# Псари (Плоцький повіт)
Псари (пол. Psary) — село в Польщі, у гміні Дробін Плоцького повіту Мазовецького воєводства.
Населення — 246 осіб (2011).
У 1975-1998 роках село належало до Плоцького воєводства.

## Демографія
Демографічна структура станом на 31 березня 2011 року:
|          | Загалом | Допрацездатний вік | Працездатний вік | Постпрацездатний вік |
| -------- | ------- | ------------------ | ---------------- | -------------------- |
| Чоловіки | 130     | 32                 | 90               | 8                    |
| Жінки    | 116     | 19                 | 69               | 28                   |
| Разом    | 246     | 51                 | 159              | 36                   |